# Mimetus bishopi
Mimetus bishopi är en spindelart som beskrevs av Lodovico di Caporiacco 1949. Mimetus bishopi ingår i släktet Mimetus och familjen kaparspindlar.
Artens utbredningsområde är Kenya. Inga underarter finns listade i Catalogue of Life.